# Jean-Baptiste-Nicolas Blanchard
Pour les articles homonymes, voir Blanchard.
Jean-Baptiste-Nicolas Blanchard (25 avril 1790, Saint-Georges - 17 octobre 1838, Nantes), est un homme politique français.

## Biographie
Il suivit ses études à Nantes, puis à l'École de droit de Rennes, puis de Paris. Reçu avocat en 1811, il exerça quelque temps prés le tribunal de Nantes, puis s'occupa à peu près exclusivement d'agriculture. Nommé juge suppléant au tribunal de Nantes sous la Monarchie de Juillet, il fut nommé membre du conseil d'arrondissement de Nantes, et élu député, le 3 janvier 1835, par le 3e collège de la Loire-Inférieure. Il remplaçait Laffitte, qui avait opté pour un autre collège, et en faveur duquel il s'était désisté aux élections générales de 1834. À la Chambre des députés, Blanchard siégea à gauche. Il vota régulièrement avec l'opposition, sans aborder d'ailleurs la tribune, sauf une seule fois : pour appuyer une pétition de ses concitoyens de Nantes, contre une pension de 6,000 francs accordée en 1835 par le gouvernement à Charles-Achille de Vanssay, ancien préfet de la Loire-Inférieure.

## Pour approfondir